# Sylvestre Amoussou
Pour les articles homonymes, voir Amoussou.
Sylvestre Amoussou est un cinéaste béninois, né le 31 décembre 1964.

## Biographie
Sylvestre Amoussou vit en France depuis une trentaine d'années. Il a commencé sa carrière en 1987 en tant qu'acteur. Il est comédien de théâtre, de cinéma et de télévision.

Cependant, les propositions de rôles pour des acteurs africains sont fort limitées. Cela l'incite à devenir réalisateur de cinéma, ce qui lui permet d'exprimer des idées qui lui tiennent à cœur. C'est ainsi qu'il réalise "Africa Paradis - Et si l'immigration changeait de camp" à propos duquel il déclare : 
«  J’ai décidé que l’Afrique est devenue un continent riche et l’Europe est devenue totalement décadente. Donc l’immigration change de camp. Et c’est les blancs, les européens qui vont au Consulat des États-Unis d’Afrique pour demander un Visa pour se rendre en Afrique. Et évidemment… on leur refuse le visa et ils décident de partir clandestinement. Dans ce film, on voit enfin les européens vivre… en fait… un tout petit peu ce que peut vivre un immigré quand il vient en France. »
— Sylvestre Amoussou, http://www.arte.tv/fr/art-musique/tracks/a-z/640628.html Reportage tracks du 23 septembre 2003 Vision - French Blaxploitation
.

## Prix et distinctions
Le réalisateur béninois Sylvestre Amoussou a décroché le 2ème prix au Festival panafricain du cinéma et de la télévision de Ouagadougou (FESPACO 2017). Son film “L’orage africain, un continent sous influence”, a obtenu l’Etalon d’argent de Yennenga. C’est la première fois qu’un Béninois atteint un tel niveau dans le palmarès d’une compétition de cinéma.

## Filmographie

### Comme acteur
- 1988 : Black Mic-Mac 2 [2]
- 1994 : Élisa
- 1995 : Fantôme avec chauffeur
- 1996 : Delphine 1, Yvan 0 de Dominique Farrugia
- 2002 : Paris selon Moussa
- 2003 : Rire et Châtiment d'Isabelle Doval
- 2005 : Le Grand Appartement, de Pascal Thomas

### Comme réalisateur
- 1997 : Les Scorpionnes (Court-métrage)[3]
- 1999 : Achille (série télévisée)[4]
- 2001 : Africa Paradis (Court-métrage)[5]
- 2007 : Africa Paradis (long-métrage - 35MM)
- 2011 : Un pas en Avant (long-métrage - 35MM)[6]

### Comme acteur et réalisateur
- 2006 : Africa Paradis (long métrage)
- 2017 : L'Orage africain : Un continent sous influence

## Théâtre
- 1991 : Monsieur Amédée d’Alain Reynaud-Fourton, mise en scène de l'auteur, Théâtre del'Eldorado